# Joseph-Roméo Lafond
Joseph-Roméo Lafond, né le 9 mars 1879 à Hull où il meurt le 13 janvier 1931, est un marchand de détail, agriculteur et homme politique québécois. Il représente la circonscription de Hull à l'Assemblée législative du Québec de 1923 à 1927 en tant que député libéral.

## Biographie
Joseph-Roméo Lafond est le fils de Gédéon Lafond, marchand, et d'Alvina Grondin. Né à Hull le 9 mars 1879, il fait ses études à l'Université d'Ottawa et à l'Université Laval. En 1904, il épouse Laurence Leduc. Il succède à son père à la tête de l'entreprise familiale. Lafond est président de la section Ouest du Québec de l'Association des marchands détaillants.
Il est élu à l'Assemblée législative du Québec en 1923, succédant au député Joseph Caron. Il est défait par Aimé Guertin aux élections de 1927. Il meurt à Hull à l'âge de 51 ans. 